# Schmahl (Orgelbauerfamilie)
Schmahl war eine deutsche Orgelbauerfamilie in Süddeutschland und in der Oberlausitz.

## Geschichte
Der Stammvater Johann Michael Schmahl stammte aus der Oberlausitz und ging nach Heilbronn. Von seinen sechs Söhnen wurden vier Orgelbauer, der berühmteste war Georg Friedrich Schmahl, der oberschwäbische Silbermann. Die Söhne und Enkel hatten Orgelbauwerkstätten in Heilbronn, Ulm, Regensburg und in Zittau in der Oberlausitz.

## Orgelbauer
1. Johann Michael Schmahl (1654–1725), stammte aus der Oberlausitz, war ab 1685 im Steinheimer Schlössle in Württemberg, hatte ab 1693 eine Orgelbauwerkstatt in Heilbronn
1.1. Georg Christoph Schmahl (1686–1712), starb mit 26 Jahren
1.2. Johann Friedrich Schmahl (1693–1737), übernahm die Werkstatt in Heilbronn
1.2.1. Leonhard Balthasar Schmahl (1729–1779), übernahm die Werkstatt Tamitius in Zittau in der Oberlausitz
1.3. Georg Friedrich Schmahl (d. Ä.) (1700–1773), übernahm die Orgelbauwerkstatt Baur in Ulm 1729
1.3.1. Johann Matthäus Schmahl (1734–1793), übernahm die Werkstatt in Ulm 1773
1.3.2. Georg Friedrich Schmahl (d. J.) (1748–1827), übernahm die Werkstatt des Bruders 1793
1.4. Johann Adam Schmahl (1704–1757), lernte beim Bruder Johann Friedrich, übernahm 1737 die Werkstatt in Heilbronn
1.4.1. Christoph Friedrich Schmahl (1739–1814), wurde Orgelbauer in Regensburg